# Tatiana Fernández Martí
Tatiana Fernández Martí (5 de marzo de 2001), es una referente política en el ámbito estudiantil y militante socialista del Partido Obrero, feminista  y por los derechos LGBT   de Argentina. Fue presidenta del centro de estudiantes del Colegio Nacional de Buenos Aires en el período de 2020-2021. Fue candidata a legisladora por la Ciudad Autónoma de Buenos Aires en 2019, 2021 y 2023 por el Frente de Izquierda y de Trabajadores - Unidad.

## Biografía
Tatiana Fernández Martí nació el 5 de marzo de 2001 y empezó a militar a los 13 en la escuela. 
Martí recuerda en su niñez la influencia de su padre en su actividad política desde temprana edad: 

Mi viejo siempre se organizó para defender sus reclamos. Hubo un momento de mi niñez que se ausentó para defender los reclamos de los trabajadores telefónicos. Tomaron un piso. Yo me preguntaba por qué y mi vieja me respondía que ‘estaba luchando’. A mí me hizo un ‘click’. Entendí que se estaba organizando para defender a sus compañeros y dije ‘bueno, hay que luchar y hacer sacrificios en función de un bien común’ para mejorar las cosas y transformarlas. Eso ya me despertó alguna conciencia...
Tatiana Martí, 2021 

Es militante del Partido Obrero (PO), la Unión de Juventudes por el Socialismo (UJS-PO)  y la agrupación LGBTI+ Agrupación 1969. También es columnista frecuente en Prensa Obrera. 
En 2017 participó en las tomas de los colegios secundarios en protesta contra la reforma educativa propuesta por Horacio Rodríguez Larreta.

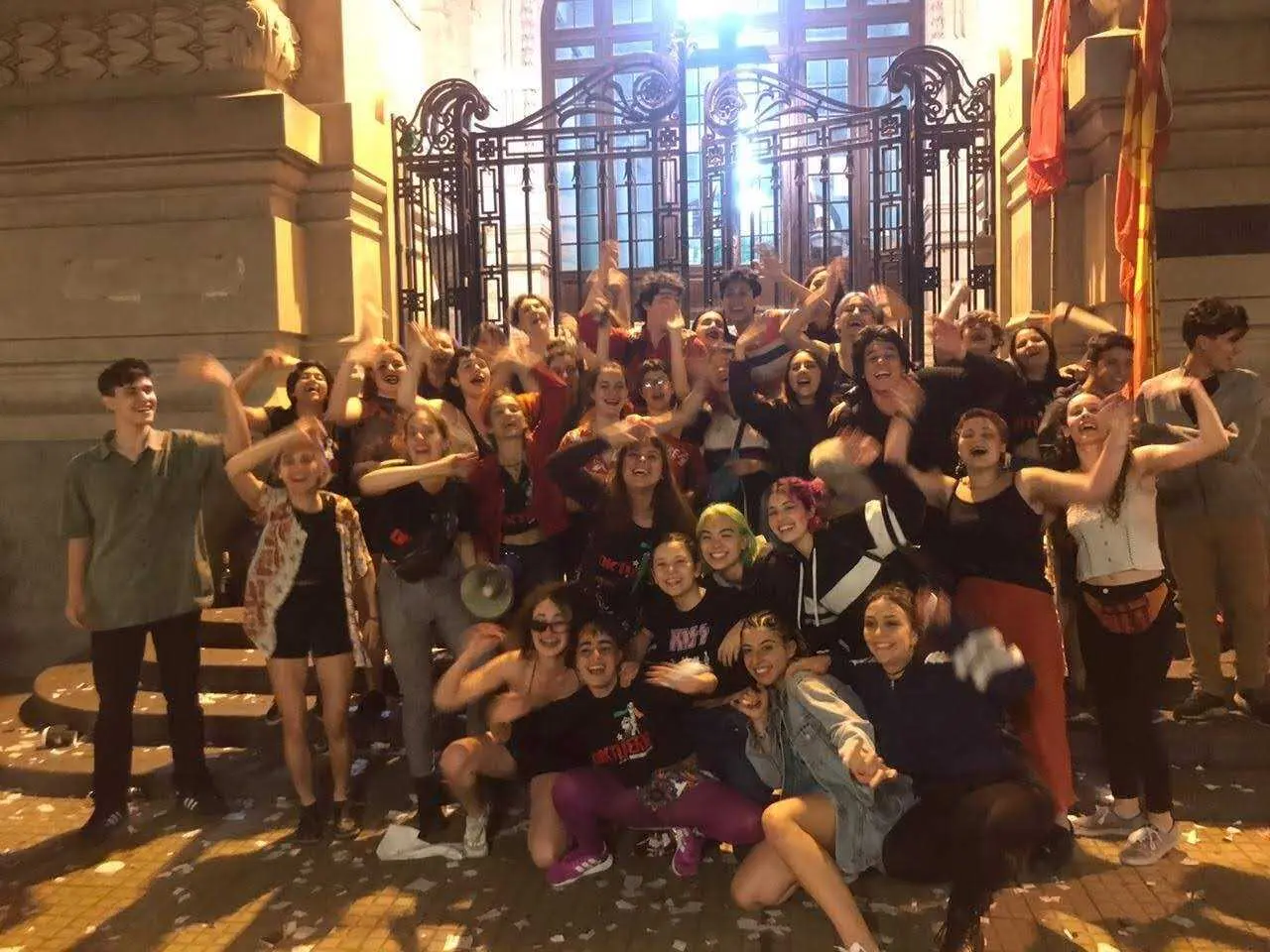
Abajo al centro, Tatiana Martí festejando la victoria en las elecciones del CENBA en 2019

En 2018 se destacó en la lucha de 2018 liderada por mujeres, lesbianas, travestis y personas trans por el derecho al aborto legal, seguro y gratuito, vinculada con la exigencia de implementar la ley de Educación Sexual Integral (ESI).

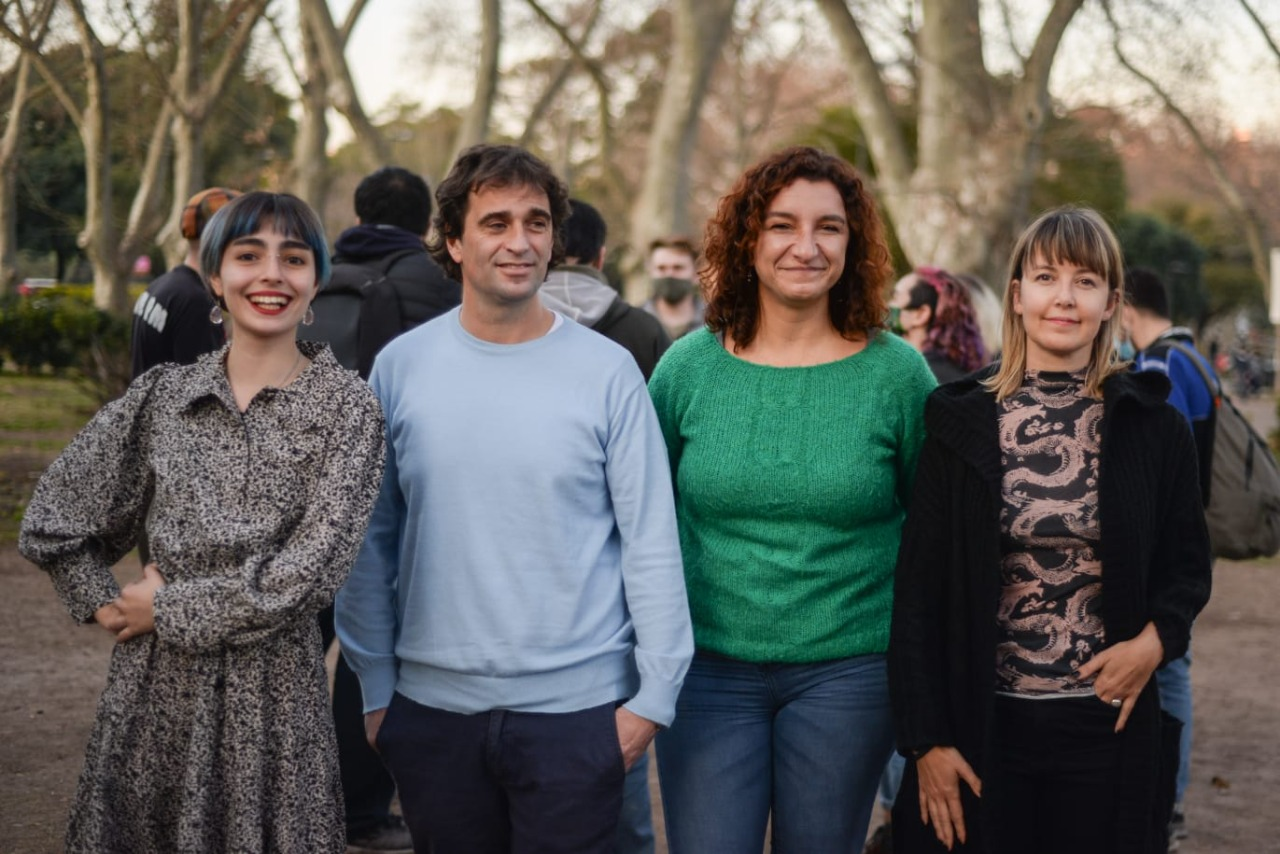
Integrantes del Partido Obrero en la oficialización de lista “Unidad De la Izquierda” en el Frente de Izquierda en 2021. De izquierda a derecha: Tatiana Fernández Martí, Gabriel Solano, Vanina Biasi y Alejandrina Barry.

En 2019 fue candidata a legisladora en la Ciudad Autónoma de Buenos Aires.
El 5 de noviembre de 2019, junto con su agrupación estudiantil Oktubre, logra vencer con un total de 674 votos las elecciones del Colegio Nacional de Buenos Aires, obteniendo así la presencia del Centro de Estudiantes. El período se extendió del 2020 a 2021, por el contexto de la pandemia de COVID-19. 
En 2020 fue detenida por la policía bonaerense tras el desalojo de 2500 familias en la toma de tierras en la localidad de Guernica donde participó en la resistencia solidaria con quienes ocupaban los terrenos.
En 2021 fue candidata a legisladora por la Ciudad Autónoma de Buenos Aires. Fue la candidata más joven para las Primarias Abiertas, Simultáneas y Obligatorias hasta el 2021.
Ha participado de iniciativas de apoyo al Movimiento Free Britney.
En octubre de 2023 fue candidata por el Frente de Izquierda y de Trabajadores - Unidad en la Ciudad Autónoma de Buenos Aires.
En 2024 fue una de las figuras públicas más reconocidas por difundir el llamado molinetazo, junto con el colectivo Unidxs por la Cultura, entre otras organizaciones. Posteriormente recibió un ataque personal del presidente Javier Milei al retuitear una fake news donde señalaba que Tatiana Martí era una actriz pagada por el canal A24 para criticar al presidente.  La empresa Sociedad Operadora Ferroviaria Sociedad del Estado (SOFSE) la denunció ante la justicia federal presuntamente por haber incurrido en el delito denominado como “instigación a cometer un delito”.  Ha recibido el apoyo de diversas organizaciones estudiantiles como el Centros de Estudiantes de Farmacia y Bioquímica, Centros de Estudiantes de Cs. Veterinarias, Centros de Estudiantes de Filosofía y Letras, Centros de Estudiantes de Joaquín V González, entre otras denunciando una persecución política en su contra. 
Es Consejera estudiantil de la Facultad de Filosofía y Letras de la UBA. 

## Posiciones

### Género y diversidad

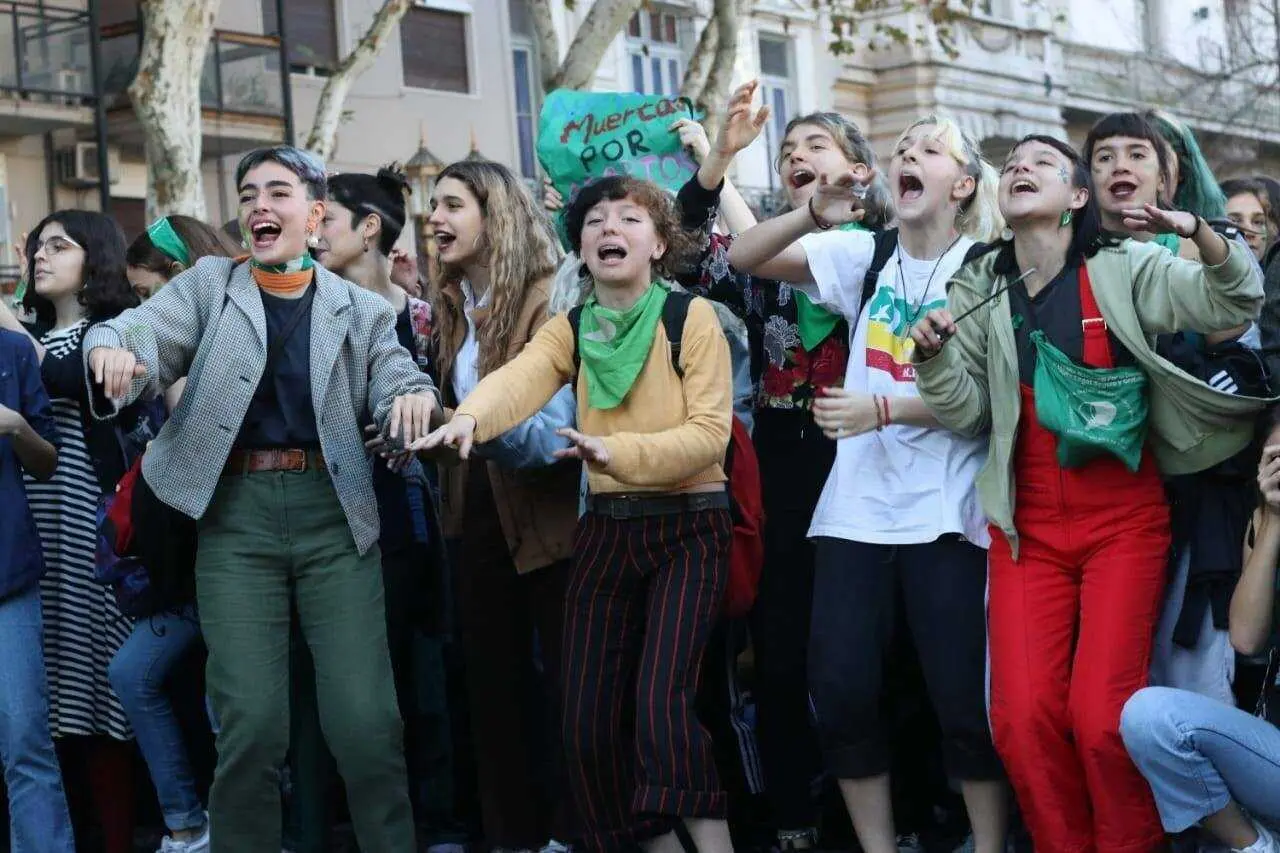
Tatiana Martí en la extremo izquierdo junto a manifestantes de la Marea Verde.

Martí tiene una posición pro elección respecto al acceso del aborto y formó parte de la lucha por la legalización del aborto seguro y gratuito en Argentina, así como su efectivo cumplimiento y la defensa de dicha ley. También está involucrada en la problemática de la violencia de género y los femicidios.  A su vez valora la importancia y la legitimidad del uso del lenguaje inclusivo:

Estoy muy de acuerdo con el lenguaje inclusivo. Nació de una manera muy genuina, a partir de todos los debates que se fueron dando en distintas instancias con la lucha por el aborto pero también con el avance de las discusiones propias de las problemáticas que nos atraviesan a las mujeres y las diversidades en Argentina. Sirvió, y sirve, para visibilizar aquellas personas que no se identifican dentro de los dos géneros binarios que predominan.
Tatiana Martí, 2021

En otra entrevista sobre este tema, amplió:

Prohibir el lenguaje inclusivo –con relación a los proyectos de ley que buscan restringir su implementación en documentos oficiales- es ponerle un freno al avance de los debates sociales que existen. Me parece que sería una regresión muy importante. Pero, por otra parte, también critico esta política del propio Estado de hablar en términos de lenguaje inclusivo con la ‘e’ y demás, y después no garantizarles trabajo a las personas travesti-trans en este país.
Martí, 2021.

### Educación

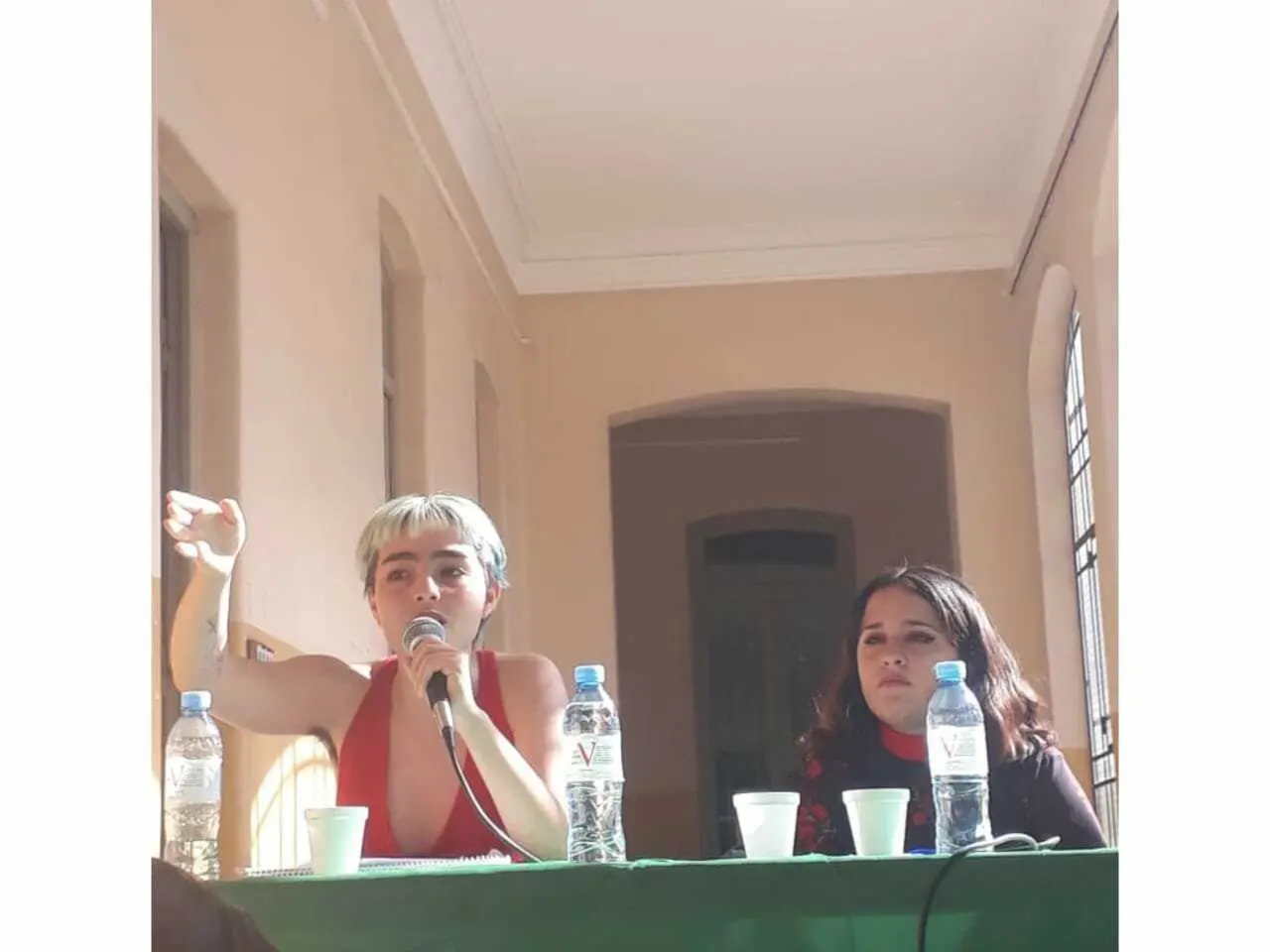
Debate estudiantil de las candidatas Tatiana Fernández Martí y Ofelia Fernández en el Terciario porteño Normal 1 el 17 de septiembre de 2019

Martí se ha posicionado con una perspectiva en defensa de la educación pública y en contra de reformas que la limiten, por ejemplo las impulsadas por el gobierno porteño las cuales incluyeron la toma de colegios en el año 2017, en la que incluían trabajo gratuito para estudiantes en el quinto año escolar, reducción de contenido en la formación escolar y el desplazamiento de docentes por "facilitadores educativos". En una entrevista en el contexto de su precandidatura en las PASO del 2021, se le consultó sobre sus principales proyectos y en materia educativa respondió:

(...) la implementación, en todas las escuelas, de la Educación Sexual Integral de forma laica, científica y que sea respetuosa de las diversidades sexuales. Y para eso es fundamental avanzar con proyectos que ya presentamos en la Legislatura porteña y en las representaciones que tenemos a lo largo de todo el país, como la formalización del rol de profesionales de ESI en las escuelas, de la mano con la implementación de gabinetes interdisciplinarios de profesionales capacitados a nivel psicológico para intervenir.
Martí, 2021.

## Vida personal
Estudia historia en la Facultad de Filosofía y Letras de la Universidad de Buenos Aires  y abogacía en la Facultad de Derecho de la Universidad de Buenos Aires.